# Канторович, Борис Вениаминович
Борис Вениаминович Канторович (1906—1972) — советский учёный-теплотехник, доктор технических наук, профессор. Заслуженный деятель науки и техники СССР.

## Научная деятельность
Занимался разработкой устройств для сжигания и газификации твердых топлив, а также теоретических основ для расчета таких устройств. Экспериментально и теоретически исследовал процессы горения и газификации твердых топлив в плотном слое, занимался вопросами теплообмена в зернистых слоях. Внёс значительный вклад в приложения диффузионно-кинетической теории горения к конкретным практическим задачам горения топлива, в том числе к горению и газификации потока пылевидного топлива (угля, распыленных углеводородов). Предложил инженерные методики расчета продолжительности процесса газификации, в том числе подготовки (прогрева и сушки) кускового топлива. Применял методы теории подобия к расчету процессов горения и газификации твердых топлив.
Под руководством Б. В. Канторовича в СССР были начаты работы по теоретическому и экспериментальному изучению процессов сжигания топливных суспензий.